# Echinopericlimenes aurorae
Echinopericlimenes aurorae is een garnalensoort uit de familie van de Palaemonidae. De wetenschappelijke naam van de soort is voor het eerst geldig gepubliceerd in 2014 door Marin en Chan.